# مامادو كاندي
مامادو كاندي (بالبرتغالية: Mamadu Candé‏) (مواليد 29 أغسطس 1990 في كاشكايش) هو لاعب كرة قدم محترف من غينيا بيساو.